# Liste der geschützten Landschaftsbestandteile im Unstrut-Hainich-Kreis
In der Liste der geschützten Landschaftsbestandteile im Unstrut-Hainich-Kreis sind die geschützten Landschaftsbestandteile und die Flächennaturdenkmale im Gebiet des Unstrut-Hainich-Kreises in Thüringen aufgelistet.

## Geschützte Landschaftsbestandteile
Im Unstrut-Hainich-Kreis sind diese geschützten Landschaftsbestandteile nach dem Bundesnaturschutzgesetz verordnet.
| Nr. | Bezeichnung                    | Lage                             | Gemarkung                     | Beschreibung                                                                         | Fläche (ha) | Datum | Bild            |
| --- | ------------------------------ | -------------------------------- | ----------------------------- | ------------------------------------------------------------------------------------ | ----------- | ----- | --------------- |
|     | Bahndamm Wendehausen / Diedorf | 51° 10′ 23,5″ N, 10° 16′ 26,8″ O | Wendehausen, Diedorf          | Im Jahr 1968 stillgelegte Bahnstrecke. Aufschlüsse, Flora und Fauna.                 | 28          | 1994  | Bild gesucht BW |
|     | Wichtelgrund                   | 51° 10′ 24,6″ N, 10° 15′ 54″ O   | Diedorf                       | Erosionstal südwestlich von Diedorf. Flora und Fauna.                                | 1,4         | 1994  | Bild gesucht BW |
|     | Tongrube Kirchheilingen        | 51° 10′ 10,2″ N, 10° 41′ 35,9″ O | Kirchheilingen                | Artenreiches Standgewässer in stillgelegter Tongrube südwestlich von Kirchheilingen. | 5,6         | 2004  | Bild gesucht BW |
|     | Bothenheilinger Herzberg       | 51° 10′ 44,4″ N, 10° 36′ 45″ O   | Altengottern, Bothenheilingen | Magergrünland und Halbtrockenrasenfläche südwestlich von Bothenheilingen.            | 7,8         | 2010  | Bild gesucht BW |

## Flächennaturdenkmale
Die auf der Grundlage des Landeskulturgesetzes der DDR ausgewiesenen Flächennaturdenkmale sind mit heutigen geschützten Landschaftsbestandteilen vergleichbar.
| Nr. | Bezeichnung                                                            | Lage                             | Gemarkung            | Beschreibung | Fläche (ha) | Datum | Bild            |
| --- | ---------------------------------------------------------------------- | -------------------------------- | -------------------- | --- | ----------- | ----- | --------------- |
|     | Weinberg                                                               | 51° 11′ 8,9″ N, 10° 34′ 55″ O    | Altengottern         | Aufgelassene Sandgrube. Schotteraufschluss. Insektenvorkommen. | 0,4         | 1983  | Bild gesucht BW |
|     | Im Haurieden                                                           | 51° 14′ 21,8″ N, 10° 25′ 0,5″ O  | Ammern               | 0,6 ha großes Feuchtgebiet, von Gebüschstreifen umgeben. Orchideenvorkommen. | 1,8         | 1983  | Bild gesucht BW |
|     | Zimmerbach                                                             | 51° 5′ 16,8″ N, 10° 36′ 23,4″ O  | Ufhoven              | Umfasst „Große“ und „Kleine Golke“, den Verlauf des Zimmerbachs sowie den östlichen Teilbereich des Hellerbachs. Seit dem Jahr 2000 auch Naturschutzgebiet.                         | 6           | 1985  | Große Golke     |
|     | Auf dem Weinberg und im Kirchgrund                                     | 51° 12′ 41,8″ N, 10° 32′ 19″ O   | Bollstedt            | Vorkommen seltener, geschützter und gefährdeter Pflanzen. | 2,8         | 1980  | Bild gesucht BW |
|     | Wolfmilchssteppe                                                       | 51° 12′ 50,8″ N, 10° 32′ 9,6″ O  | Bollstedt            | große südexponierte Kalkmagerrasenfläche | 4,9         | 1980  | Bild gesucht BW |
|     | Breiter Berg                                                           | 51° 12′ 13,7″ N, 10° 33′ 23,4″ O | Bollstedt            | Keuperhügel mit Gipsanteilen. | 3           | 1980  | Bild gesucht BW |
|     | Steinbruch am Landgraben                                               | 51° 12′ 52,6″ N, 10° 19′ 1,6″ O  | Eigenrieden          | Hauptsächlich aufgelassener, mit Wasser gefüllter Schaumkalk-Steinbruch. | 1           | 1983  | Bild gesucht BW |
|     | Badensee                                                               | 51° 16′ 13,8″ N, 10° 38′ 15,7″ O | Großmehlra           | Verlandendes Gewässer in Erdfallsenke. Sumpfpflanzen, Amphibien. | 2,5         | 1983  | Bild gesucht BW |
|     | Kalkkopf                                                               | 51° 13′ 8,8″ N, 10° 32′ 11,4″ O  | Kleingrabe           | Keuperhügel zwischen Grabe und Bollstedt. Vorkommen seltener, geschützter und gefährdeter Pflanzen.                                                                                 | 3           | 1980  | Bild gesucht BW |
|     | Adoniswiese am Forstberg                                               | 51° 14′ 34,1″ N, 10° 32′ 33″ O   | Kleingrabe           | bedeutendes Vorkommen des Frühlings-Adonisröschens. Nördlich von Grabe am Rande des Standortübungsplatzes.                                                                          | 1           | 1983  | Bild gesucht BW |
|     | Kälberteich                                                            | 51° 15′ 10,4″ N, 10° 33′ 37,4″ O | Volkenroda           | Ehemaliger Teich des Klostergutes Volkenroda am Südrand des „Tiergarten“. Vorkommen zahlreicher Amphibienarten.                                                                     | 1           | 1983  |                 |
|     | Ziegeleigrube                                                          | 51° 13′ 55,6″ N, 10° 34′ 43,7″ O | Körner               | Am westlichen Ortsrand, nördlich der ehemaligen Bahnlinie. Bedeutsames Lössprofil                                                                                                   | 0,4         | 1983  | Bild gesucht BW |
|     | Steinbruch am Bärental                                                 | 51° 13′ 53,4″ N, 10° 41′ 16,8″ O | Marolterode          | aufgelassener Kalksteinbruch. Fossilienfundort. | 0,8         | 1983  | Bild gesucht BW |
|     | Buchseewiese                                                           | 51° 17′ 24,7″ N, 10° 34′ 53″ O   | Menteroda            | Am nördlichen Ortsrand des Ortsteils Schacht Pöthen. Feuchtwiese in einer flachen Erdfallsenke.                                                                                     | 4           | 1983  | Bild gesucht BW |
|     | Ringteich bei Peterhof                                                 | 51° 12′ 36″ N, 10° 22′ 19,6″ O   | Mühlhausen/Thüringen | Befestigungsanlage aus dem Hochmittelalter. Hügel von 13,5 m Durchmesser, von Wassergraben umgeben. Wasserflora, Laichgewässer.                                                     | 0,1         | 1983  | Bild gesucht BW |
|     | Wacholdertrift                                                         | 51° 10′ 10,6″ N, 10° 23′ 11″ O   | Oberdorla            | 1250 m langgestrecktes Wacholderheidegebiet nordwestlich von Oberdorla. | 6,8         | 1983  | Bild gesucht BW |
|     | Senkig                                                                 | 51° 11′ 4,2″ N, 10° 20′ 19,7″ O  | Oberdorla            | Aufgelassener Bereich eines Kalksteinbruchs mit Tümpel. Vorkommen von Geburtshelferkröte und seltenen Falterarten.                                                                  | 2           | 1980  | Bild gesucht BW |
|     | Schmetterlingswiese                                                    | 51° 16′ 58,8″ N, 10° 32′ 44,2″ O | Saalfeld, Windeberg  | Wechselfeuchte Magerrasenbrache auf einem Muschelkalkplateau. Vorkommen von 119 Pflanzen- und 229 Falterarten nachgewiesen.                                                         | 2,9         | 1980  | Bild gesucht BW |
|     | Steinbrüche an der Notter (bei der 1870 abgebrochenen Herrengutsmühle) | 51° 14′ 21,4″ N, 10° 38′ 41,1″ O | Schlotheim           | |             |       | Bild gesucht BW |
|     | Horsmarscher Grund                                                     | 51° 16′ 48,7″ N, 10° 31′ 35″ O   | Windeberg            | Dem Wald vorgelagerte Fläche nordöstlich von Windeberg. Artenreiche, extensiv genutzte Feuchtwiese. Vorkommen des Breitblättrigen Knabenkrautes und anderer seltener Pflanzenarten. | 1,5         | 1983  | Bild gesucht BW |
|     | Rähmenbrunnen                                                          | 51° 16′ 37,6″ N, 10° 31′ 35″ O   | Windeberg            | Nordöstlich von Windeberg, an der Straße nach Menteroda. Aufgestauter Bach unterhalb des Rähmenbrunnen dient als Laichgewässer.                                                     | 0,6         | 1983  | Bild gesucht BW |